# The Batman (soundtrack)
The Batman is de originele soundtrack van Michael Giacchino voor de film The Batman uit 2022, geregisseerd door Matt Reeves. Het album werd uitgebracht op 25 februari 2022 door WaterTower Music.

## Achtergrond
De partituur werd uitgevoerd door een orkest onder leiding van Cliff Masterson, Jeff Kryka en Ludwig Wicki met het Tiffin Boys' Choir onder leiding van James Day. De muziek werd opgenomen in de Abbey Road Studios en de Warner Bros. Studios. De muziek werd opgenomen en gemixt door Kirsty Whalley en Peter Cobbin.
Eerder had Giacchino al een samenwerking met Reeves aan de films Cloverfield (2008), Let Me In (2010), Dawn of the Planet of the Apes (2014) en War for the Planet of the Apes (2017).

## Tracklijst
Alle muziek is gecomponeerd door Michael Giacchino. "Sonata in Darkness" werd uitgevoerd door Gloria Cheng.

| 1.                  | Can't Fight City Halloween        | 4:04  |
| 2.                  | Mayoral Ducting                   | 2:34  |
| 3.                  | It's Raining Vengeance            | 4:31  |
| 4.                  | Don't Be Voyeur with Me           | 2:38  |
| 5.                  | Crossing the Feline               | 1:46  |
| 6.                  | Gannika Girl                      | 2:30  |
| 7.                  | Moving in for the Gil             | 4:23  |
| 8.                  | Funeral and Far Between           | 1:45  |
| 9.                  | Collar ID                         | 1:15  |
| 10.                 | Escaped Crusader                  | 2:44  |
| 11.                 | Penguin of Guilt                  | 3:44  |
| 12.                 | Highway to the Anger Zone         | 5:19  |
| 13.                 | World's Worst Translator          | 3:34  |
| 14.                 | Riddles, Riddles Everywhere       | 1:54  |
| 15.                 | Meow and You and Everyone We Know | 5:18  |
| 16.                 | For All Your Pennyworth           | 2:38  |
| 17.                 | Are You a Kenzie or a Can't-zie?  | 5:45  |
| 18.                 | An Im-purr-fect Murder            | 3:48  |
| 19.                 | The Great Pumpkin Pie             | 2:22  |
| 20.                 | Hoarding School                   | 4:55  |
| 21.                 | A Flood of Terrors                | 4:29  |
| 22.                 | A Bat in the Rafters, Pt. 1       | 4:33  |
| 23.                 | A Bat in the Rafters, Pt. 2       | 6:42  |
| 24.                 | The Bat's True Calling            | 3:05  |
| 25.                 | All's Well That Ends Farewell     | 2:41  |
| 26.                 | The Batman                        | 6:47  |
| 27.                 | Catwoman                          | 3:03  |
| 28.                 | The Riddler                       | 5:01  |
| 29.                 | Sonata in Darkness                | 12:11 |
| Totale duur: 115:59 |                                   |       |

## Prijzen en nominaties
| Jaar | Prijs                       | Categorie                              | Genomineerde(n)   | Uitslag     |
| ---- | --------------------------- | -------------------------------------- | ----------------- | ----------- |
| 2023 | Critics' Choice Movie Award | Beste filmmuziek                       | Michael Giacchino | Genomineerd |
| 2023 | Grammy Award                | Best Score Soundtrack for Visual Media | Michael Giacchino | Genomineerd |